# Страговський монастир

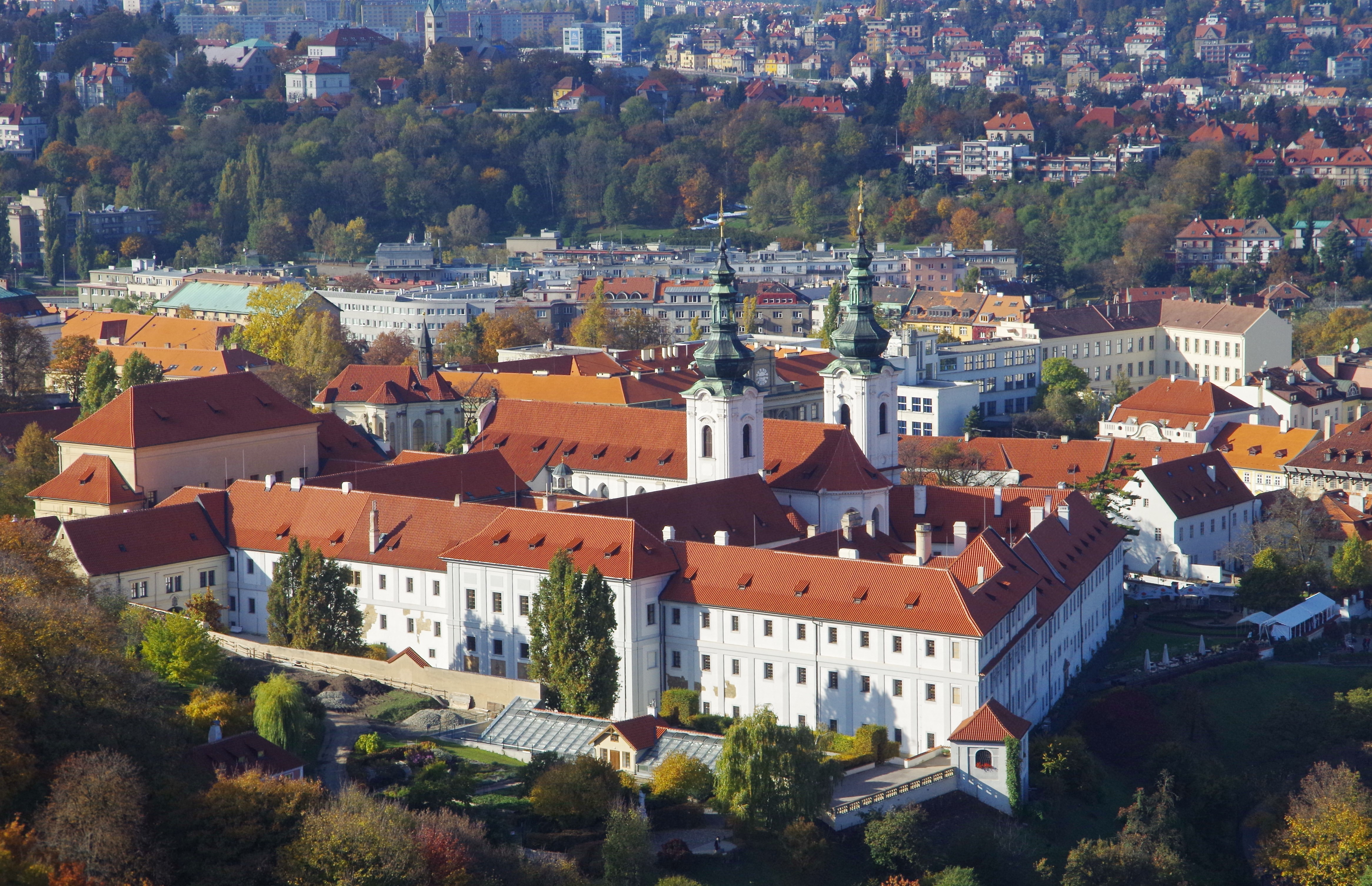
Страговський монастир

Страговський монастир (чеськ. Královská kanonie premonstrátů na Strahově) — абатство католицького премонстрантського ордену на Страговському надвір'ї у празькому районі Градчани, неподалік від празького Граду.

## Історія
Заснований у ХІІ ст. Сучасний, бароковий вигляд набув у XVII–XVIII ст. Назва монастиря пов'язана зі словом «сторожа» (варта). Страговський монастир відомий своєю бібліотекою і броварнями (Броварня Страговського монастиря). Монастирським пивом пригощають і зараз у декількох шинках біля монастирських мурів.

## Галерея

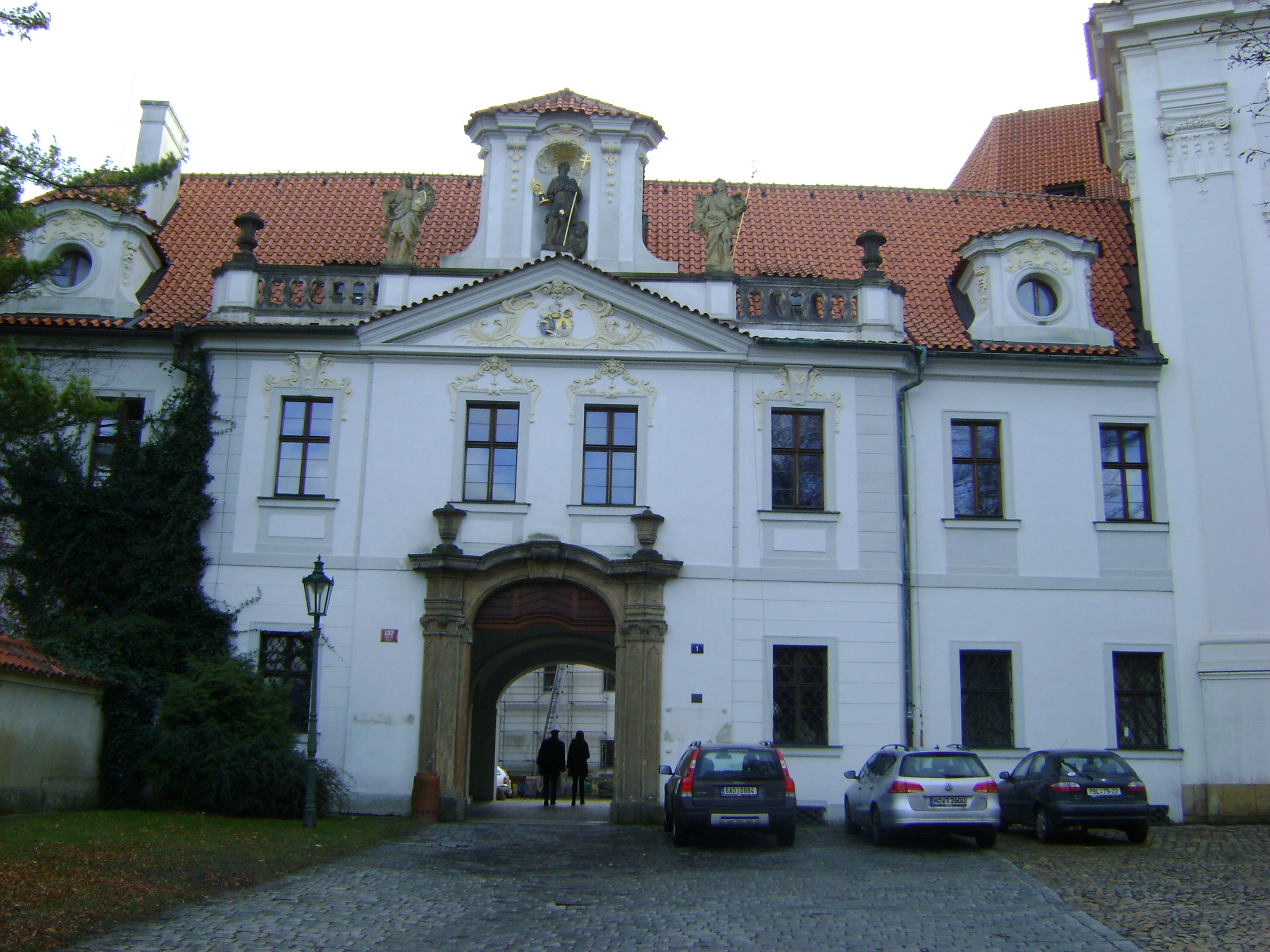
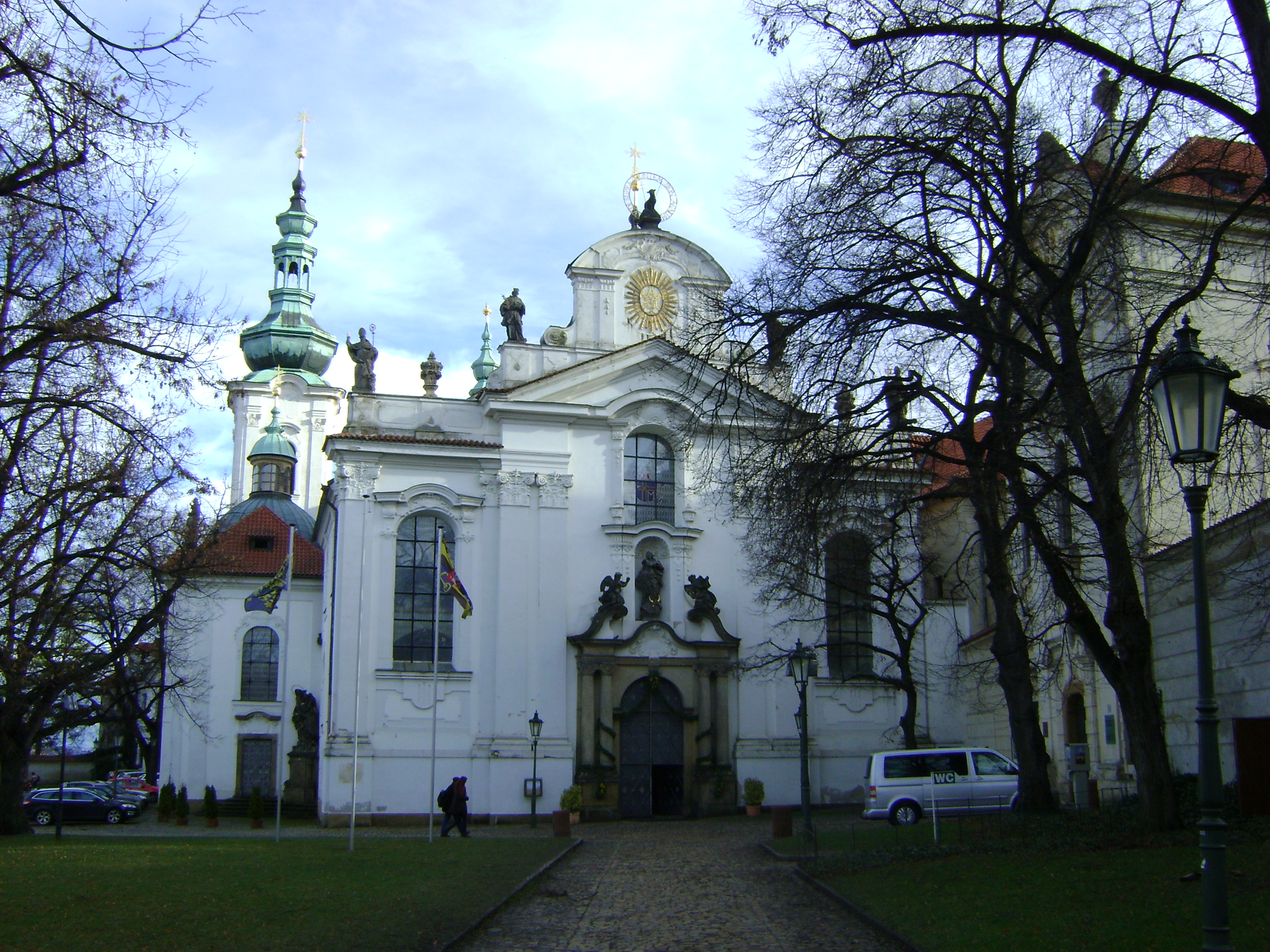
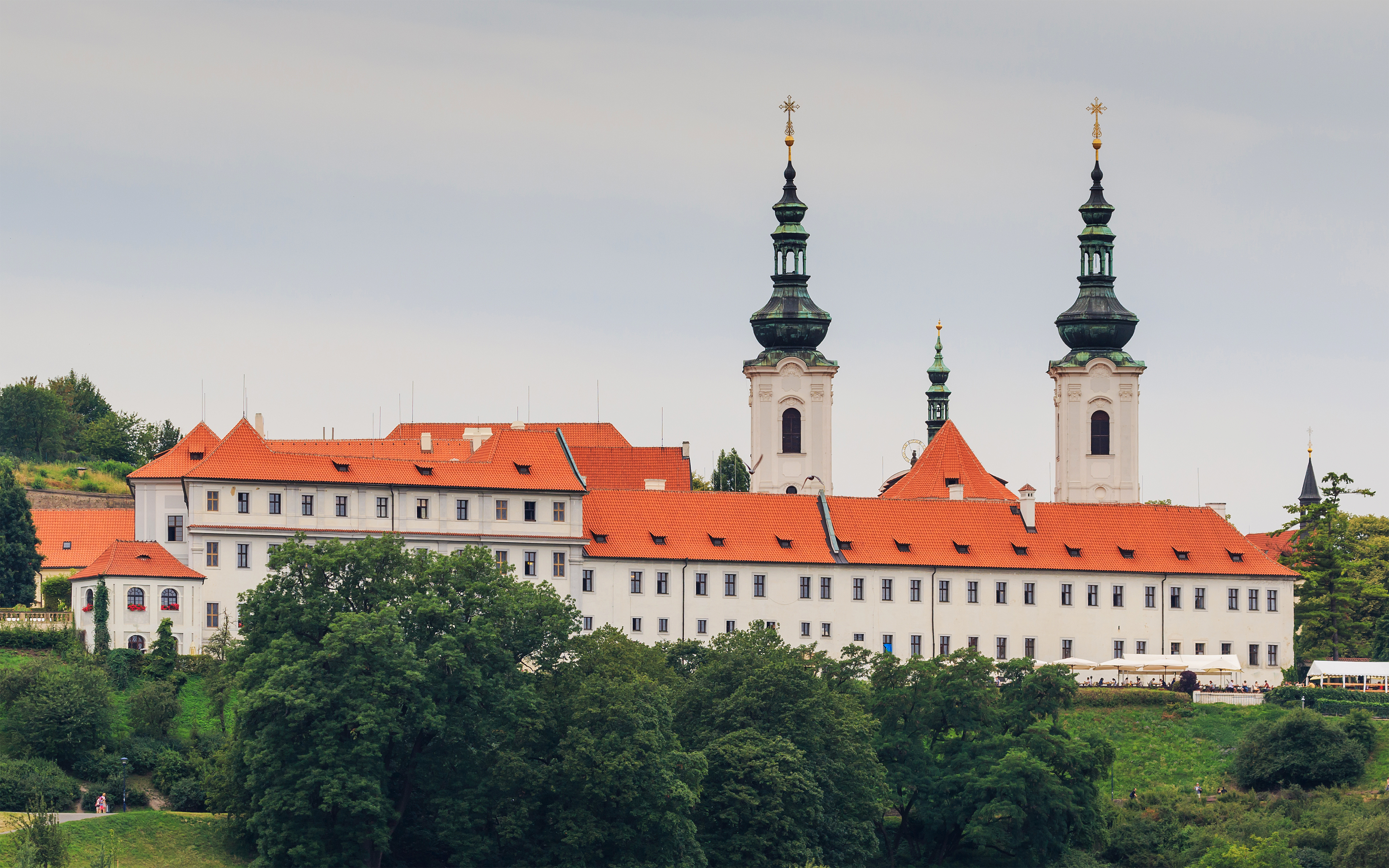
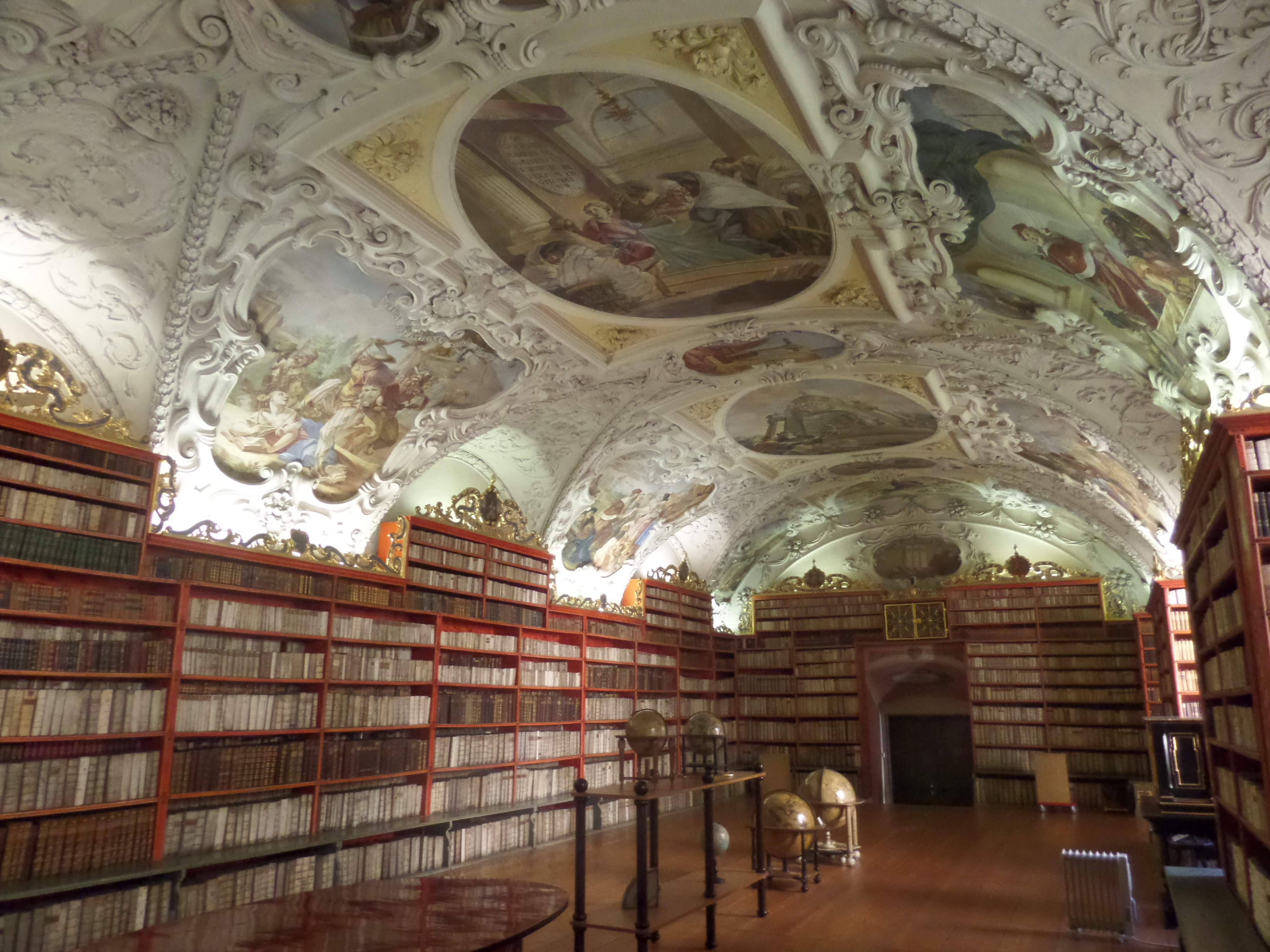